# GNU Free Documentation License
GNU FDL (ang. Free Documentation License, „Licencja Wolnej Dokumentacji”) – licencja typu copyleft dla dokumentów wolnej dokumentacji.

Logo licencji GNU FDL

Licencja została stworzona przez fundację Free Software Foundation dla projektu GNU. W założeniu miała być licencją dla dokumentacji programów, jednak można ją stosować w każdym materiale tekstowym, niezależnie od zawartości. Najnowsza wersja licencji to 1.3.

## Użycie
GNU FDL powoduje, że tekst nią objęty może być zarówno kopiowany, jak i modyfikowany bez wiedzy i zgody autora. Konieczne jest zamieszczenie wraz z pochodnym dziełem tekstu licencji GFDL, informacji o źródle i autorach oryginału.
W tekstach GNU FDL można używać materiałów na tej samej licencji. Oprócz tego można wykorzystywać materiały na licencji np. Creative Commons Uznanie-Autorstwa (BY) oraz udostępnionych w domenie publicznej. Natomiast jeśli tekst jest na licencji GFDL, może być użyty tylko w tekstach GFDL.
Materiały, których komercyjna redystrybucja jest zabroniona, zasadniczo nie mogą być użyte w dokumencie na licencji GFDL, ponieważ GNU FDL nie wyklucza użycia komercyjnego.

## KrytykaGFDL
Niektórzy, jak na przykład uczestnicy projektu Debiana, uważają GFDL za licencję niewolną. Powodem jest dopuszczanie przez GFDL niezmiennego tekstu, który nie może być zmodyfikowany lub usunięty; dodatkowo zakaz stosowania technik ograniczających możliwość kopiowania (Digital Rights Management) nawet dla celów prywatnych.
GNU FDL jest niekompatybilna w obie strony z GNU GPL, tzn. materiały na licencji GNU FDL nie mogą być użyte w programie GPL, a tekst z programu GNU GPL nie może zostać umieszczony w tekście GFDL. Z tego powodu fragmenty kodu są często dostępne na podwójnej licencji.
Licencja GNU FDL wymaga, że przy drukowaniu dokumentu objętego jej działaniem należy dołączyć pełny tekst licencji, informacje o prawach autorskich (należy wymienić wszystkich autorów tekstu i dzieł, które się wykorzystywało) oraz jasną deklarację, że dany dokument jest udostępniony na licencji GNU FDL. Oznacza to zwiększenie rozmiaru drukowanego dokumentu.

## Historia
Po raz pierwszy FDL została zaprezentowana w roku 1999. Po poprawkach w marcu 2000 została opracowana wersja 1.1. Wersja 1.2 ukazała się w listopadzie 2002, wersja 1.3 – w listopadzie 2008.
Część z poniższych licencji zostało stworzonych niezależnie od GNU FDL, inne zostały napisane w odpowiedzi na niedoskonałości GNU FDL.
- Licencje Creative Commons
- Design Science License
- Open Content License
- Open Publication License